# Sonja Smits
 (mars 2017).
Si vous disposez d'ouvrages ou d'articles de référence ou si vous connaissez des sites web de qualité traitant du thème abordé ici, merci de compléter l'article en donnant les références utiles à sa vérifiabilité et en les liant à la section « Notes et références ».
Sonja Smits (née le 8 septembre 1958 dans la Vallée d'Ottawa, en Ontario, au Canada) est une actrice connue pour ses rôles dans des séries de télévision comme Falcon Crest, Supercopter (Airwolf), Odyssey 5, Au-delà du réel : L'aventure continue, Street Legal (en), Traders et The Eleventh Hour.
Elle a aussi joué le rôle de Bianca O'Blivion dans le film d'horreur de David Cronenberg, Vidéodrome (Videodrome).

## Cinéma
- 1978 : Tyler : Sharon
- 1981 : Teddy: La mort en peluche : Mme Lynde
- 1983 : Vidéodrome : Bianca O'Blivion
- 1984 : That's My Baby! : Suzanne
- 2003 : Mister Cash : Dana Selkirk
- 2003 : How to Deal : Carol Warsher
- 2004 : Secrets d'état : Fay Tolland
- 2004 : Siblings : Maman
- 2006 : One Way : Linda Birk
- 2021 : Drifting Snow : Joanne

### Courts-métrages
- 2002 : Minor Adjustments : Clare's Agent

## Télévision

### Séries télévisées
- 1981 : The Littlest Hobo (saison 3, épisode 4)
- 1984 : Falcon Crest (saison 4, épisode 14) : Lydia Boulanger
- 1984-1985 : Le voyageur (saison 2, épisodes 3 / 10) : Nina Russell / Susan Carter
- 1985 : L'homme qui tombe à pic (saison 4, épisode 14) : Jessica Beaumont
- 1986 : Cap danger (saison 2, épisode 16)
- 1987 : Supercopter (saison 4, épisodes 9 & 10) : Alexandria Rostov
- 1987-1992 : Street Legal (en) (83 épisodes) : Carrington "Carrie" Barr
- 1988 : Ray Bradbury présente (saison 2, épisode 1) : Mary
- 1993 : Force de frappe (saison 3, épisode 13) : Julia Devane
- 1995 : Au-delà du réel : L'aventure continue (saison 1, épisode 5) : Dr Anne Crain
- 1996-2000 : Haute finance (83 épisodes) : Sally Ross
- 2001 : Made in Canada (saison 3, épisode 7) : Angela Widstrom
- 2002-2003 : Odyssey 5 (7 épisodes) : Cynthia Hodge
- 2002-2005 : The Eleventh Hour (15 épisodes) : Megan Redner
- 2003 : The Atwood Stories (saison 1, épisode 3) : Mme Anderson
- 2005 : Heritage Minutes (saison 5, épisode 3) : Mona Parsons
- 2005 / 2007 : Monday Report (épisodes 2x07 / 4x15) : Actrice / Femme en interview
- 2007-2008 : Rent-a-Goalie (épisodes 2x10 & 3x01) : Texas
- 2012 : Cybergeddon (saison 1, épisodes 3 & 6) : Amanda Jocelyn
- 2012 : Cybergeddon Zips (saison 1, épisode 5) : Amanda Jocelyn
- 2014 : The Best Laid Plans (mini-série) : Prime Minister Diane Gagnon
- 2017 : Ransom (saison 1, épisode 10) : Gwyneth Davenport
- 2017 : Save Me (saison 1, épisode 10) : Gloriana
- 2017 : American Gods (saison 1, épisodes 1, 4 & 6) : mère de Laura
- 2017 : Les Enquêtes de Murdoch (saison 11, épisode 8) : Lady Belinda Carlye
- 2018 : Mary Kills People (saison 2, épisode 2) : Estelle
- 2020 : Diggstown (saison 2, épisode 3) : Candace Wynn
- 2021 : Pretty Hard Cases (saison 2, épisode 12) : Judy Wazowski

### Téléfilms
- 1980 : War Brides de Martin Lavut : Lisa
- 1985 : Commando 5 (Command 5) de E. W. Swackhamer : Chris Winslow
- 1986 : Screwball Academy de John Blanchard : Carla
- 1993 : The Diviners d'Anne Wheeler : Morag
- 1994 : Spenser: Pale Kings and Princes de Vic Sarin : Carolyn Rogers
- 1994 : TekWar (TekWar: The Original Movie) de William Shatner : Kate Cardigan
- 1994 : TekWar: TekLords de George Bloomfield : Kate Cardigan
- 1998 : Sale temps pour les maris (Dead Husbands) de Paul Shapiro : Sheila Feinstein
- 1998 : Nothing Sacred de Robert Sherrin
- 2001 : Rings of Saturn de Moze Mossanen
- 2001 : Judy Garland, la vie d'une étoile (Life with Judy Garland: Me and My Shadows) de Robert Allan Ackerman : Kay Thompson
- 2002 : Mamans en grève (Mom's on Strike) de James Keach : First Lady
- 2016 : Petits Meurtres et Chrysanthèmes : Un mariage mortel (Flower Shop Mystery : Dearly Depotted) de Bradley Walsh : Glory Osbourne
- 2021 : L'enfant secret (Hidden Family Secrets) de Stefan Brogren : Joyce